# Leonticas
Las Leonticas eran unas fiestas que por lo regular se confunden con las Mitríacas. En ellas, los iniciados y ministros se disfrazaban de animales cuyos nombres llevaban y como el león pasa por el rey de los animales de él tomaron el nombre estos misterios. 
Este nombre se aplica también de otro modo. En estas fiestas se representaba al Sol bajo una figura con cabeza de león radiante y teniendo entre sus dos manos los cuernos de un toro que hacía vanos esfuerzos por escaparse